# Río Guaporé
Pour les articles homonymes, voir Río Guaporé (homonymie).
Le río Guaporé est une grande rivière frontalière de Bolivie et du Brésil, et l'affluent principal du Mamoré. En Bolivie on l'appelle río Iténez. Son bassin est plus vaste que la moitié de la France.

## Géographie
La superficie de son bassin en Bolivie est de 186 460 km2 dans les départements de Santa Cruz et de Beni, et de plus de 100 000 km2 au Brésil, dans les États du Rondônia et du Mato Grosso. 
Le río Guaporé nait dans la Serra dos Parecis dans l'État brésilien du Mato Grosso. Au début de son cours brésilien, il reçoit un affluent plus long que lui qui est parfois considéré comme sa branche mère: le rio Alegre (240 km). Il passe par la ville de Mato Grosso. Il arrive à la frontière bolivienne au niveau de San Fernando del Valle de Catamarca, frontière qu'il délimite sur 850 km, jusqu'à sa confluence avec le río Mamoré. Sa longueur totale est de 1 530 km.
Au confluent avec le Mamoré, il est quasiment aussi large bien que moins abondant. Ses eaux noires mais transparentes de rivière de plaine contrastent avec les eaux brunes et troubles du Mamoré dont une partie du bassin est montagneux. Il faut plusieurs dizaines de kilomètres pour que le mélange des eaux s'accomplissent.  
La profondeur maximale du río Guaporé est de 19,5 mètres à 370 km en aval de Piso Firme. Le long de la portion frontière de la rivière, sa largeur maximale est de 570 mètres et minimale de 107 mètres. Son bassin est dissymétrique, c'est pourquoi ses principaux affluents sont en territoire bolivien. Il s'agit du río Itonamas grossi du río Machupo, et du río Blanco (ou río Baures). Ce dernier est grossi du río San Martin, recevant lui-même le río Negro, le río San Joaquin et le río San Simón. Dans son cours supérieur, Le río Guaporé reçoit encore l'important Paraguá, et le río Verde qui délimite lui aussi la frontière avec le brésil sur 120 km. Ses affluents brésiliens (rive droite) sont plus courts, les principaux sont le rio Corumbiara, le rio Manoel Correra, le rio Cautario, le rio Alegre, le rio Colorado.
Le bassin du río Guaporé occupe une vaste surface de l'est bolivien. Cette région est nettement moins arrosée que les flancs de la Cordillère des Andes, et c'est pourquoi le río Guaporé a un débit nettement inférieur au río Mamoré à la confluence (2 740 m3/s contre 5 000 m3/s) en dépit d'un bassin plus vaste (303 000 km2 contre 241 000). C'est ainsi que ses deux grands affluents le río Blanco (ou río Baures, 670 km) et le río Itonamas (1 490 km, et même 1700 km en comptant les Bañados de Izozog et le río Parapetí) font partie des plus longues rivières de Bolivie mais leur volume d'eau est inhabituellement faible pour le bassin de l'Amazone (respectivement 670 et 610 m3/s).
Le río Guaporé, rivière de plaine calme et régulière, est une voie navigable depuis la ville de Vila Bela da Santíssima Trindade (15 000 habitants) jusqu'à son embouchure dans le Mamoré. Il baigne les petites ville brésiliennes de Comodoro (19 000 habitants), Cabixi (6 300 habitants), Alta Floresta d'Oeste (25 000 habitants), et Costa Marques (14 000 habitants).

## Principaux affluents
D = Rive droite, G = Rive Gauche
- G rio Alegre (220 km, 12 650 km2, 70 m3/s)

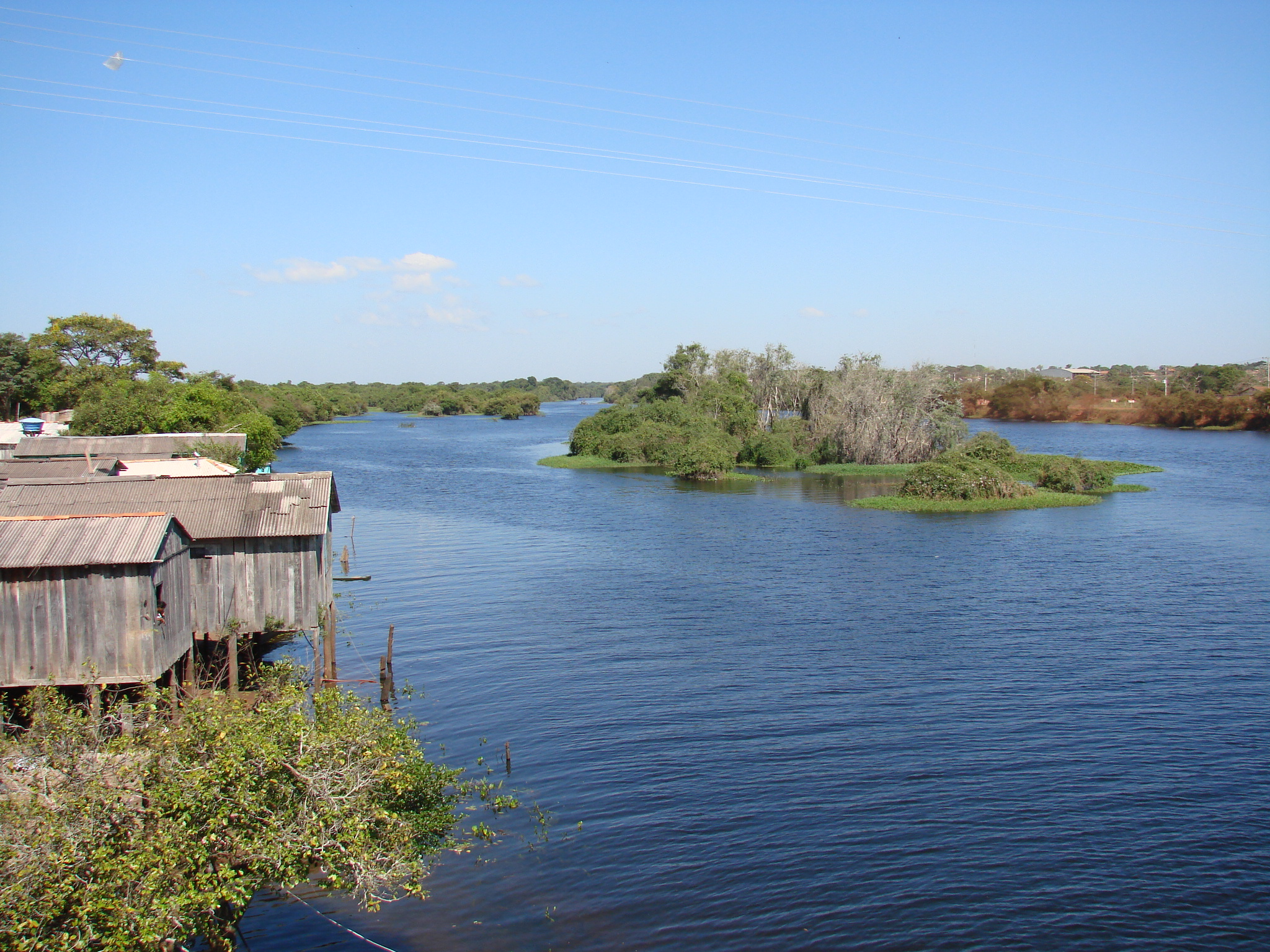
Le haut Guaporé à Vila Bela da Santíssima Trindade

- G río Baures (ou río Blanco, 670 km, 70 860 km2, 670 m3/s)
- D rio Cabixi (150km, 4 060 km2, 80 m3/s)
- D rio Cautario (260 km, 9 870 km2, 140 m3/s)
- D rio Colorado (210 km, 5 440 km2)
- D rio Corumbiara (230 km, 9 800 km2)
- G río Itonamas (1 700 km avec le río Parapetí, 123 850 km2, 610 m3/s)
- D rio Manoel Correa (170 km, 10 300 km2)
- G río Paraguá (440 km, 27 800 km2, 290 m3/s)
- G río Verde (120 km, 5 530 km2)